# Skate America

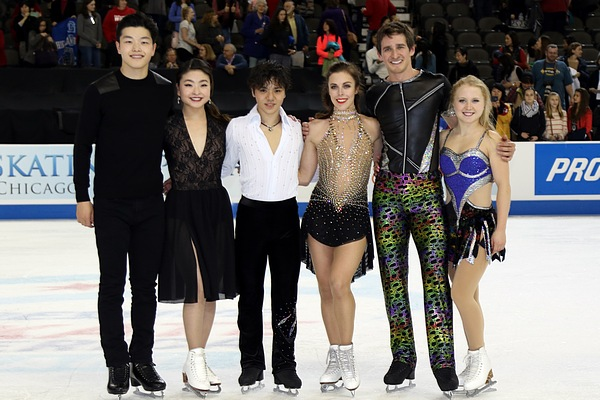
Medallistas de oro 2016

El Skate America en una competición internacional sénior de patinaje artístico sobre hielo que, desde 1995, forma parte de la Grand Prix de patinaje artístico sobre hielo. Lo organiza la Asociación de Estados Unidos de Patinaje Artístico sobre Hielo. La localización cambia cada año. Hay cuatro categorías: masculina individual, femenina individual, parejas y danza sobre hielo.

## Medallistas

### Patinaje individual masculino
| Medallistas de patinaje masculino | Medallistas de patinaje masculino | Medallistas de patinaje masculino | Medallistas de patinaje masculino | Medallistas de patinaje masculino |
| --------------------------------- | --------------------------------- | --------------------------------- | --------------------------------- | --------------------------------- |
| Año                               | Localización                      | Oro                               | Plata                             | Bronce                            |
| 1979                              | Lake Placid                       | Scott Hamilton                    | Scott Cramer                      | Jan Hoffmann                      |
| 1980                              | Competición no celebrada          | Competición no celebrada          | Competición no celebrada          | Competición no celebrada          |
| 1981                              | Lake Placid                       | Scott Hamilton                    | Robert Wagenhoffer                | Brian Boitano                     |
| 1982                              | Lake Placid                       | Scott Hamilton                    | Heiko Fischer                     | Jozef Sabovčík                    |
| 1983                              | Rochester                         | Brian Boitano                     | Rudi Cerne                        | Bobby Beauchamp                   |
| 1984                              | Competición no celebrada          | Competición no celebrada          | Competición no celebrada          | Competición no celebrada          |
| 1985                              | St. Paul                          | Jozef Sabovčík                    | Brian Boitano                     | Víktor Petrenko                   |
| 1986                              | Portland                          | Brian Boitano                     | Víktor Petrenko                   | Daniel Doran                      |
| 1987                              | Competición no celebrada          | Competición no celebrada          | Competición no celebrada          | Competición no celebrada          |
| 1988                              | Portland                          | Christopher Bowman                | Daniel Doran                      | Todd Eldredge                     |
| 1989                              | Indianápolis                      | Christopher Bowman                | Víktor Petrenko                   | Kurt Browning                     |
| 1990                              | Buffalo                           | Víktor Petrenko                   | Christopher Bowman                | Todd Eldredge                     |
| 1991                              | Oakland                           | Christopher Bowman                | Petr Barna                        | Todd Eldredge                     |
| 1992                              | Atlanta                           | Todd Eldredge                     | Scott Davis                       | Mark Mitchell                     |
| 1993                              | Dallas                            | Víktor Petrenko                   | Brian Boitano                     | Alekséi Urmánov                   |
| 1994                              | Pittsburgh                        | Todd Eldredge                     | Philippe Candeloro                | Éric Millot                       |
| 1995                              | Detroit                           | Todd Eldredge                     | Michael Weiss                     | Aleksandr Abt                     |
| 1996                              | Springfield                       | Todd Eldredge                     | Alekséi Urmánov                   | Alekséi Yagudin                   |
| 1997                              | Detroit                           | Todd Eldredge                     | Yevgueni Pliúshchenko             | Aleksandr Abt                     |
| 1998                              | Detroit                           | Alekséi Yagudin                   | Michael Weiss                     | Alekséi Urmánov                   |
| 1999                              | Colorado Springs                  | Alekséi Yagudin                   | Timothy Goebel                    | Elvis Stojko                      |
| 2000                              | Colorado Springs                  | Timothy Goebel                    | Alekséi Yagudin                   | Todd Eldredge                     |
| 2001                              | Colorado Springs                  | Timothy Goebel                    | Takeshi Honda                     | Aleksandr Abt                     |
| 2002                              | Spokane                           | Brian Joubert                     | Aleksandr Abt                     | Matthew Savoie                    |
| 2003                              | Reading                           | Michael Weiss                     | Takeshi Honda                     | Zhang Min                         |
| 2004                              | Pittsburgh                        | Brian Joubert                     | Ryan Jahnke                       | Michael Weiss                     |
| 2005                              | Atlantic City                     | Daisuke Takahashi                 | Evan Lysacek                      | Brian Joubert                     |
| 2006                              | Hartford                          | Nobunari Oda                      | Evan Lysacek                      | Alban Préaubert                   |
| 2007                              | Reading                           | Daisuke Takahashi                 | Evan Lysacek                      | Patrick Chan                      |
| 2008                              | Everett                           | Takahiko Kozuka                   | Johnny Weir                       | Evan Lysacek                      |
| 2009                              | Lake Placid                       | Evan Lysacek                      | Shawn Sawyer                      | Ryan Bradley                      |
| 2010                              | Portland                          | Daisuke Takahashi                 | Nobunari Oda                      | Armin Mahbanoozadeh               |
| 2011                              | Ontario                           | Michal Březina                    | Kevin van der Perren              | Takahiko Kozuka                   |
| 2012                              | Kent                              | Takahiko Kozuka                   | Yuzuru Hanyu                      | Tatsuki Machida                   |
| 2013                              | Detroit                           | Tatsuki Machida                   | Adam Rippon                       | Max Aaron                         |
| 2014                              | Hoffman Estates                   | Tatsuki Machida                   | Jason Brown                       | Nam Nguyen                        |
| 2015                              | Milwaukee                         | Max Aaron                         | Shoma Uno                         | Jason Brown                       |
| 2016                              | Chicago                           | Shoma Uno                         | Jason Brown                       | Adam Rippon                       |
| 2017                              | Lake Placid                       | Nathan Chen                       | Adam Rippon                       | Serguéi Voronov                   |
| 2018                              | Everett                           | Nathan Chen                       | Michal Březina                    | Serguéi Voronov                   |
| 2019                              | Las Vegas                         | Nathan Chen                       | Jason Brown                       | Dmitri Aliev                      |
| 2020                              | Las Vegas                         | Nathan Chen                       | Vincent Zhou                      | Keegan Messing                    |
| 2021                              | Las Vegas                         | Vincent Zhou                      | Shoma Uno                         | Nathan Chen                       |

### Patinaje individual femenino
| Medallistas de patinaje femenino | Medallistas de patinaje femenino | Medallistas de patinaje femenino | Medallistas de patinaje femenino | Medallistas de patinaje femenino |
| -------------------------------- | -------------------------------- | -------------------------------- | -------------------------------- | -------------------------------- |
| Año                              | Localización                     | Oro                              | Plata                            | Bronce                           |
| 1979                             | Lake Placid                      | Lisa-Marie Allen                 | Susanna Driano                   | Sandy Lenz                       |
| 1980                             | Competición no celebrada         | Competición no celebrada         | Competición no celebrada         | Competición no celebrada         |
| 1981                             | Lake Placid                      | Vikki de Vries                   | Elaine Zayak                     | Claudia Kristofics-Binder        |
| 1982                             | Lake Placid                      | Rosalynn Sumners                 | Claudia Leistner                 | Kristiina Wegelius               |
| 1983                             | Rochester                        | Tiffany Chin                     | Jill Frost                       | Kelly Webster                    |
| 1984                             | Competición no celebrada         | Competición no celebrada         | Competición no celebrada         | Competición no celebrada         |
| 1985                             | St. Paul                         | Debi Thomas                      | Tracey Wainman                   | Katrien Pauwels                  |
| 1986                             | Portland                         | Tiffany Chin                     | Tonya Harding                    | Agnès Gosselin                   |
| 1987                             | Competición no celebrada         | Competición no celebrada         | Competición no celebrada         | Competición no celebrada         |
| 1988                             | Portland                         | Claudia Leistner                 | Midori Ito                       | Kristi Yamaguchi                 |
| 1989                             | Indianápolis                     | Tonya Harding                    | Jill Trenary                     | Simone Lang                      |
| 1990                             | Buffalo                          | Kristi Yamaguchi                 | Midori Ito                       | Tonia Kwiatkowski                |
| 1991                             | Oakland                          | Tonya Harding                    | Kristi Yamaguchi                 | Surya Bonaly                     |
| 1992                             | Atlanta                          | Yuka Sato                        | Nancy Kerrigan                   | Chen Lu]                         |
| 1993                             | Dallas                           | Oksana Bayul                     | Surya Bonaly                     | Tonya Harding                    |
| 1994                             | Pittsburgh                       | Surya Bonaly                     | Michelle Kwan                    | Irina Slútskaya                  |
| 1995                             | Detroit                          | Michelle Kwan                    | Chen Lu                          | Irina Slútskaya                  |
| 1996                             | Springfield                      | Michelle Kwan                    | Tonia Kwiatkowski                | Sydne Vogel                      |
| 1997                             | Detroit                          | Michelle Kwan                    | Tara Lipinski                    | Yelena Sokolova                  |
| 1998                             | Detroit                          | Mariya Butyrskaya                | Yelena Sokolova                  | Angela Nikodinov                 |
| 1999                             | Colorado Springs                 | Michelle Kwan                    | Yúliya Soldatova                 | Yelena Sokolova                  |
| 2000                             | Colorado Springs                 | Michelle Kwan                    | Sarah Hughes                     | Yelena Sokolova                  |
| 2001                             | Colorado Springs                 | Michelle Kwan                    | Sarah Hughes                     | Viktoria Volchkova               |
| 2002                             | Spokane                          | Michelle Kwan                    | Ann Patrice McDonough            | Elena Liashenko                  |
| 2003                             | Reading                          | Sasha Cohen                      | Jennifer Kirk                    | Shizuka Arakawa                  |
| 2004                             | Pittsburgh                       | Angela Nikodinov                 | Cynthia Phaneuf                  | Miki Ando                        |
| 2005                             | Atlantic City                    | Yelena Sokolova                  | Alissa Czisny                    | Yoshie Onda                      |
| 2006                             | Hartford                         | Miki Ando                        | Kimmie Meissner                  | Mao Asada                        |
| 2007                             | Reading                          | Kimmie Meissner                  | Miki Ando                        | Caroline Zhang                   |
| 2008                             | Everett                          | Kim Yu-Na                        | Yukari Nakano                    | Miki Ando                        |
| 2009                             | Lake Placid                      | Kim Yu-Na                        | Rachael Flatt                    | Júlia Sebestyén                  |
| 2010                             | Portland                         | Kanako Murakami                  | Rachael Flatt                    | Carolina Kostner                 |
| 2011                             | Ontario                          | Alissa Czisny                    | Carolina Kostner                 | Viktoria Helgesson               |
| 2012                             | Kent                             | Ashley Wagner                    | Christina Gao                    | Adelina Sotnikova                |
| 2013                             | Detroit                          | Mao Asada                        | Ashley Wagner                    | Yelena Radiónova                 |
| 2014                             | Hoffman Estates                  | Yelena Radiónova                 | Yelizabeta Tuktamysheva          | Gracie Gold                      |
| 2015                             | Milwaukee                        | Yevguéniya Medvédeva             | Gracie Gold                      | Satoko Miyahara                  |
| 2016                             | Chicago                          | Ashley Wagner                    | Mariah Bell                      | Mai Mihara                       |
| 2017                             | Lake Placid                      | Satoko Miyahara                  | Kaori Sakamoto                   | Bradie Tennell                   |
| 2018                             | Everett                          | Satoko Miyahara                  | Kaori Sakamoto                   | Sofia Samodurova                 |
| 2019                             | Las Vegas                        | Anna Shcherbakova                | Bradie Tennell                   | Yelizaveta Tuktamýsheva          |
| 2020                             | Las Vegas                        | Mariah Bell                      | Bradie Tennell                   | Audrey Shin                      |
| 2021                             | Las Vegas                        | Alexandra Trúsova                | Daria Usacheva                   | You Young                        |

### Parejas
| Parejas medallistas | Parejas medallistas      | Parejas medallistas                     | Parejas medallistas                     | Parejas medallistas                       |
| ------------------- | ------------------------ | --------------------------------------- | --------------------------------------- | ----------------------------------------- |
| Año                 | Localización             | Oro                                     | Plata                                   | Bronce                                    |
| 1979                | Lake Placid              | Sabine Baeß / Tassilo Thierbach         | Caitlin Carruthers / Peter Carruthers   | Vickie Heasley / Robert Wagenhoffer       |
| 1980                | Competición no celebrada | Competición no celebrada                | Competición no celebrada                | Competición no celebrada                  |
| 1981                | Lake Placid              | Barbara Underhill / Paul Martini        | Caitlin Carruthers / Peter Carruthers   | Yelena Válova / Oleg Vasíliev             |
| 1982                | Lake Placid              | Yelena Válova / Oleg Vasíliev           | Lea Ann Miller / William Fauver         | Nellie Chervotkina / Víktor Teslya        |
| 1983                | Rochester                | Caitlin Carruthers / Peter Carruthers   | Jill Watson / Burt Lancon               | Melinda Kunhegyi / Lyndon Johnston        |
| 1984                | Competición no celebrada | Competición no celebrada                | Competición no celebrada                | Competición no celebrada                  |
| 1985                | St. Paul                 | Jill Watson / Peter Oppegard            | Yelena Bechke / Valeri Kornienko        | Gillian Wachsman / Todd Waggoner          |
| 1986                | Portland                 | Katy Keeley / Joseph Mero               | Denise Benning / Lyndon Johnston        | Liudmila Koblova / Andréi Kalitin         |
| 1987                | Competición no celebrada | Competición no celebrada                | Competición no celebrada                | Competición no celebrada                  |
| 1988                | Portland                 | Natalia Mishkutiónok / Artur Dmítriev   | Marina Yeltsova / Serguéi Zaitsev       | Natalie Seybold / Wayne Seybold           |
| 1989                | Indianápolis             | Natalia Mishkutiónok / Artur Dmítriev   | Kristi Yamaguchi / Rudy Galindo         | Peggy Schwarz / Alexander König           |
| 1990                | Buffalo                  | Marina Yeltsova / Andréi Bushkov        | Radka Kovaříková / René Novotný         | Mandy Wötzel / Axel Rauschenbach          |
| 1991                | Oakland                  | Calla Urbanski / Rocky Marval           | Yelena Nikonova / Nikolái Apter         | Peggy Schwarz / Alexander König           |
| 1992                | Atlanta                  | Marina Yeltsova / Andréi Bushkov        | Radka Kovaříková / René Novotný         | Yevguéniya Shishkova / Vadim Naúmov       |
| 1993                | Dallas                   | Yevguéniya Shishkova / Vadim Naúmov     | Kyoko Ina / Jason Dungjen               | Karen Courtland / Todd Reynolds           |
| 1994                | Pittsburgh               | Marina Yeltsova / Andréi Bushkov        | Yevguéniya Shishkova / Vadim Naúmov     | Radka Kovaříková / René Novotný           |
| 1995                | Detroit                  | Marina Yeltsova / Andréi Bushkov        | Jenni Meno / Todd Sand                  | Yelena Berezhnaya / Oleg Shliajov         |
| 1996                | Springfield              | Oksana Kazakova / Artur Dmítriev        | Shelby Lyons / Brian Wells              | Stephanie Stiegler / John Zimmerman       |
| 1997                | Detroit                  | Marina Yeltsova / Andréi Bushkov        | Kyoko Ina / Jason Dungjen               | Yevguéniya Shishkova / Vadim Naúmov       |
| 1998                | Detroit                  | Yelena Berezhnaya / Antón Sijarulidze   | Kristy Wirtz / Kris Wirtz               | Viktóriya Maksiuta / Vladislav Zhovnirski |
| 1999                | Colorado Springs         | Jamie Salé / David Pelletier            | Sarah Abitbol / Stéphane Bernadis       | Yelena Berezhnaya / Antón Sijarulidze     |
| 2000                | Colorado Springs         | Jamie Salé / David Pelletier            | Shen Xue / Zhao Hongbo                  | Tatiana Totmianina / Maksim Marinin       |
| 2001                | Colorado Springs         | Jamie Salé / David Pelletier            | Kyoko Ina / John Zimmerman              | Tatiana Totmianina / Maksim Marinin       |
| 2002                | Spokane                  | Tatiana Totmianina / Maksim Marinin     | Anabelle Langlois / Patrice Archetto    | Pang Qing / Tong Jian                     |
| 2003                | Reading                  | Pang Qing / Tong Jian                   | Mariya Petrova / Alekséi Tíjonov        | Zhang Dan / Zhang Hao                     |
| 2004                | Pittsburgh               | Zhang Dan / Zhang Hao                   | Yúliya Obertás / Serguéi Slavnov        | Rena Inoue / John Baldwin                 |
| 2005                | Atlantic City            | Zhang Dan / Zhang Hao                   | Rena Inoue / John Baldwin               | Yúliya Obertás / Serguéi Slavnov          |
| 2006                | Hartford                 | Rena Inoue / John Baldwin               | Dorota Siudek / Mariusz Siudek          | Naomi Nari Nam / Themistocles Leftheris   |
| 2007                | Reading                  | Jessica Dubé / Bryce Davison            | Pang Qing / Tong Jian                   | Vera Bazárova / Yuri Larionov             |
| 2008                | Everett                  | Aliona Savchenko / Robin Szolkowy       | Keauna McLaughlin / Rockne Brubaker     | Mariya Mujórtova / Maksim Trankov         |
| 2009                | Lake Placid              | Shen Xue / Zhao Hongbo                  | Tatiana Volosozhar / Stanislav Morozov  | Zhang Dan / Zhang Hao                     |
| 2010                | Portland                 | Aliona Savchenko / Robin Szolkowy       | Kirsten Moore-Towers / Dylan Moscovitch | Sui Wenjing / Han Cong                    |
| 2011                | Ontario                  | Aliona Savchenko / Robin Szolkowy       | Zhang Dan / Zhang Hao                   | Kirsten Moore-Towers / Dylan Moscovitch   |
| 2012                | Kent                     | Tatiana Volosozhar / Maksim Trankov     | Qing Pang / Jian Tong                   | Caydee Denney / John Coughlin             |
| 2013                | Detroit                  | Tatiana Volosozhar / Maksim Trankov     | Kirsten Moore-Towers / Dylan Moscovitch | Ksenia Stolbova / Fiódor Klimov           |
| 2014                | Hoffman Estates          | Yuko Kavaguti / Aleksandr Smirnov       | Haven Denney / Brandon Frazier          | Peng Cheng / Zhang Hao                    |
| 2015                | Milwaukee                | Sui Wenjing / Han Cong                  | Alexa Scimeca / Chris Knierim           | Julianne Séguin / Charlie Bilodeau        |
| 2016                | Chicago                  | Julianne Séguin / Charlie Bilodeau      | Haven Denney / Brandon Frazier          | Yevguéniya Tarásova / Vladímir Morózov    |
| 2017                | Lake Placid              | Aliona Savchenko / Bruno Massot         | Yu Xiaoyu / Zhang Hao                   | Megan Duhamel / Eric Radford              |
| 2018                | Everett                  | Yevguéniya Tarásova / Vladímir Morózov  | Alisa Efimova / Alexander Korovin       | Ashley Cain / Timothy LeDuc               |
| 2019                | Las Vegas                | Peng Cheng / Jin Yang                   | Daria Pavliuchenko / Denís Jodykin      | Haven Denney / Brandon Frazier            |
| 2020                | Las Vegas                | Alexa Scimeca Knierim / Brandon Frazier | Jessica Calalang / Brian Johnson        | Audrey Lu / Misha Mitrofanov              |
| 2021                | Las Vegas                | Yevguéniya Tarásova / Vladímir Morózov  | Riku Miura / Ryuichi Kihara             | Alexandra Boikova / Dmitri Kozlovski      |

### Danza sobre hielo
| Medallistas de danza sobre hielo | Medallistas de danza sobre hielo | Medallistas de danza sobre hielo        | Medallistas de danza sobre hielo        | Medallistas de danza sobre hielo             |
| -------------------------------- | -------------------------------- | --------------------------------------- | --------------------------------------- | -------------------------------------------- |
| Año                              | Localización                     | Oro                                     | Plata                                   | Bronce                                       |
| 1979                             | Lake Placid                      | Krisztina Regőczy / András Sallay       | Natalia Bestemianova / Andréi Bukin     | Lorna Wighton / John Dowding                 |
| 1980                             | Competición no celebrada         | Competición no celebrada                | Competición no celebrada                | Competición no celebrada                     |
| 1981                             | Lake Placid                      | Judy Blumberg / Michael Seibert         | Yelena Garanina / Igor Zavozin          | Karen Barber / Nicky Slater                  |
| 1982                             | Lake Placid                      | Elisa Spitz / Scott Gregory             | Yelena Garanina / Igor Zavozin          | Karyn Garossino / Rod Garossino              |
| 1983                             | Rochester                        | Elisa Spitz / Scott Gregory             | Kelly Johnson / John Thomas             | Wendy Sessions / Stephen Williams            |
| 1984                             | Competición no celebrada         | Competición no celebrada                | Competición no celebrada                | Competición no celebrada                     |
| 1985                             | St. Paul                         | Renée Roca / Donald Adair               | Irina Zhuk / Oleg Petrov                | Antonia Becherer / Ferdinand Becherer        |
| 1986                             | Portland                         | Isabelle Duchesnay / Paul Duchesnay     | Suzanne Semanick / Scott Gregory        | Jo-Anne Borlase / Scott Chalmers             |
| 1987                             | Competición no celebrada         | Competición no celebrada                | Competición no celebrada                | Competición no celebrada                     |
| 1988                             | Portland                         | Susan Wynne / Joseph Druar              | Svetlana Liapina / Gorsha Sur           | Renée Roca / James Yorke                     |
| 1989                             | Indianápolis                     | Maya Usova / Aleksandr Zhulin           | April Sargent / Russ Witherby           | Jo-Anne Borlase / Martin Smith               |
| 1990                             | Buffalo                          | Stefania Calegari / Pasquale Camerlengo | Isabelle Sarech / Xavier Debernis       | Ilona Melnichenko / Gennadi Kaskov           |
| 1991                             | Oakland                          | Tatiana Navka / Samuel Gezalian         | Susanna Rahkamo / Petri Kokko           | Dominique Yvon / Frédéric Palluel            |
| 1992                             | Atlanta                          | Maya Usova / Aleksandr Zhulin           | Sophie Moniotte / Pascal Lavanchy       | Elizabeth Punsalan / Jerod Swallow           |
| 1993                             | Dallas                           | Sophie Moniotte / Pascal Lavanchy       | Kateřina Mrázová / Martin Šimeček       | Renée Roca / Gorsha Sur                      |
| 1994                             | Pittsburgh                       | Elizabeth Punsalan / Jerod Swallow      | Marina Anissina / Gwendal Peizerat      | Elizaveta Stekolnikova / Dmitri Kazarliga    |
| 1995                             | Detroit                          | Oksana Grishchuk / Yevgueni Plátov      | Anzhelika Krylova / Oleg Ovsiánnikov    | Renée Roca / Gorsha Sur                      |
| 1996                             | Springfield                      | Anzhelika Krylova / Oleg Ovsiánnikov    | Irina Lobachova / Iliá Averbuj          | Sophie Moniotte / Pascal Lavanchy            |
| 1997                             | Detroit                          | Elizabeth Punsalan / Jerod Swallow      | Barbara Fusar-Poli / Maurizio Margaglio | Anna Semenóvich / Vladímir Fiódorov          |
| 1998                             | Detroit                          | Marina Anissina / Gwendal Peizerat      | Irina Lobachova / Iliá Averbuj          | Barbara Fusar-Poli / Maurizio Margaglio      |
| 1999                             | Colorado Springs                 | Barbara Fusar-Poli / Maurizio Margaglio | Irina Lobachova / Iliá Averbuj          | Naomi Lang / Peter Tchernyshev               |
| 2000                             | Colorado Springs                 | Barbara Fusar-Poli / Maurizio Margaglio | Margarita Drobiazko / Povilas Vanagas   | Shae-Lynn Bourne / Viktor Kraatz             |
| 2001                             | Colorado Springs                 | Shae-Lynn Bourne / Victor Kraatz        | Galit Chait / Sergei Sakhnovski         | Margarita Drobiazko / Povilas Vanagas        |
| 2002                             | Spokane                          | Elena Grushina / Ruslan Goncharov       | Tatiana Navka / Román Kostomárov        | Tanith Belbin / Benjamin Agosto              |
| 2003                             | Reading                          | Tanith Belbin / Benjamin Agosto         | Elena Grushina / Ruslan Goncharov       | Isabelle Delobel / Olivier Schoenfelder      |
| 2004                             | Pittsburgh                       | Tanith Belbin / Benjamin Agosto         | Galit Chait / Sergei Sakhnovski         | Megan Wing / Aaron Lowe                      |
| 2005                             | Atlantic City                    | Tanith Belbin / Benjamin Agosto         | Isabelle Delobel / Olivier Schoenfelder | Oksana Dómnina / Maksim Shabalín             |
| 2006                             | Hartford                         | Albena Denkova / Maksim Staviski        | Melissa Gregory / Denis Petukhov        | Nathalie Péchalat / Fabian Bourzat           |
| 2007                             | Reading                          | Tanith Belbin / Benjamin Agosto         | Nathalie Péchalat / Fabian Bourzat      | Federica Faiella / Massimo Scali             |
| 2008                             | Everett                          | Isabelle Delobel / Olivier Schoenfelder | Tanith Belbin / Benjamin Agosto         | Sinead Kerr / John Kerr                      |
| 2009                             | Lake Placid                      | Tanith Belbin / Benjamin Agosto         | Anna Cappellini / Luca Lanotte          | Alexandra Zaretski / Roman Zaretski          |
| 2010                             | Portland                         | Meryl Davis / Charlie White             | Vanessa Crone / Paul Poirier            | Maia Shibutani / Alex Shibutani              |
| 2011                             | Ontario                          | Meryl Davis / Charlie White             | Nathalie Péchalat / Fabian Bourzat      | Isabella Tobias / Deividas Stagniūnas        |
| 2012                             | Kent                             | Meryl Davis / Charlie White             | Yekaterina Bobrova / Dmitri Soloviov    | Kaitlyn Weaver / Andrew Poje                 |
| 2013                             | Detroit                          | Meryl Davis / Charlie White             | Anna Cappellini / Luca Lanotte          | Maia Shibutani / Alex Shibutani              |
| 2014                             | Hoffman Estates                  | Madison Chock / Evan Bates              | Maia Shibutani / Alex Shibutani         | Aleksandra Stepanova / Ivan Bukin            |
| 2015                             | Milwaukee                        | Madison Chock / Evan Bates              | Victoria Sinitsina / Nikita Katsalapov  | Piper Gilles / Paul Poirier                  |
| 2016                             | Chicago                          | Maia Shibutani / Alex Shibutani         | Madison Hubbell / Zachary Donohue       | Yekaterina Bobrova / Dmitri Soloviov         |
| 2017                             | Lake Placid                      | Maia Shibutani / Alex Shibutani         | Anna Capellini / Luca Lanotte           | Victoria Sinitsina / Nikita Katsalapov       |
| 2018                             | Everett                          | Madison Hubbell / Zachary Donohue       | Charlène Guignard / Marco Fabbri        | Tiffany Zahorski / Jonathan Guerreiro        |
| 2019                             | Las Vegas                        | Madison Hubbell / Zachary Donohue       | Aleksandra Stepánova / Iván Bukin       | Laurence Fournier Beaudry / Nikolaj Sørensen |
| 2020                             | Las Vegas                        | Madison Hubbell / Zachary Donohue       | Kaitlin Hawayek / Jean-Luc Baker        | Christina Carreira / Anthony Ponomarenko     |
| 2021                             | Las Vegas                        | Madison Hubbell / Zachary Donohue       | Madison Chock / Evan Bates              | Laurence Fournier Beaudry / Nikolaj Sørensen |